# Bernhard Henrik Crusell
Bernhard Henrik Crusell (Uusikaupunki, 15 ottobre 1775 – Stoccolma, 28 luglio 1838) è stato un compositore, clarinettista e traduttore finlandese,  tra i più importanti compositori finlandesi assieme a Sibelius.

## Biografia
Crusell, nato nella cittadina di Uusikaupunki (al tempo conosciuta con il nome svedese di Nystad) presso una famiglia di rilegatori poco interessata alla musica, entrò nel 1788 in una banda militare di Sveaborg, con la quale si trasferì a Stoccolma nel 1791, dove visse il resto della sua vita.
Nel 1793 Crusell entrò nell'orchestra di corte svedese (Hovkapellet) dove, dopo un periodo di studi di sette mesi a Berlino col clarinettista tedesco Franz Tausch, ottenne il ruolo di primo clarinetto.
Crusell studiò composizione con l'abbate Vogler, attivo a Stoccolma in diversi periodi fra il 1786 ed il 1799, ed a Parigi nel 1803 con Henry-Montan Berton e François-Joseph Gossec.
La gran parte delle composizioni di Crusell fu dedicata al clarinetto, strumento solista sia nei concerti sia nella musica da camera. Nel catalogo di Crusell spicca un'unica opera Den lilla slafvinnan (La giovane schiava), la cui prima esecuzione avvenne nel 1824 e che fu replicata 34 volte nei successivi 14 anni.

## Composizioni per orchestra

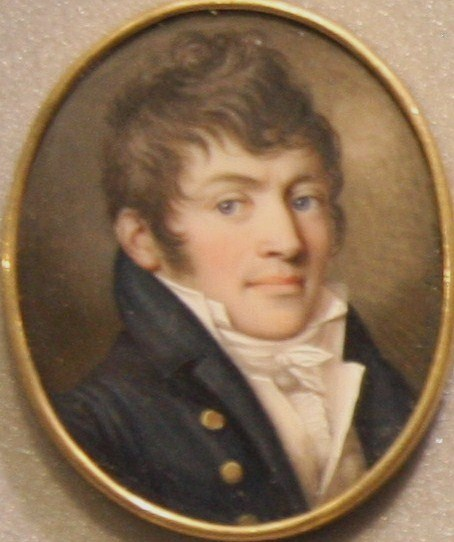
Dipinto eseguito da Giuseppe Rota

- Concerto per clarinetto n.1 in mi bemolle maggiore op.1
- Concerto per clarinetto n.2 in fa minore op.5
- Concerto per clarinetto n.3 in si bemolle maggiore op.11
- Sinfonia concertante per clarinetto, corno, fagotto e orchestra in si bemolle maggiore op.3 (1808)
- Introduzione e aria svedese per clarinetto e orchestra
- Concertino per fagotto

## Musica da camera
- Quartetto per clarinetto e archi n. 1 in mi bemolle maggiore, op.2
- Quartetto per clarinetto e archi n. 2 in do minore, op.4
- Quartetto per clarinetto e archi n. 3 in re maggiore, op.7
- Divertimento per oboe e archi in do maggiore, op. 9
- Andante e Allegro per due clarinetti e pianoforte

## Altre composizioni
- Den lilla slafvinnan (1824) (opera)